# KSPN
KSPN est une station de radio américaine diffusant ses programmes en ondes moyennes (710 kHz) sur Los Angeles et sa région. Cette station est une radio d'informations sportives filiale d'ESPN. 